# Вамич, Яков Васильевич
Я́ков Васи́льевич Вамич (15 июня 1927, с. Бендзары, Одесский округ, УССР, СССР — 7 ноября 2009, Украина) — комбайнёр колхоза «Родина» Балтского района Одесской области УССР, Герой Социалистического Труда (1966).

## Биография
Родился 15 июня 1927 года в селе Бендзары, Одесский округ (ныне Балтский район, Одесская область, Украина) в семье крестьянина. В 1940 году окончил 5 классов Бендзарской школы.
Во время Великой Отечественной войны село было оккупировано; после освобождения Одесской области в 1944—1947 годах работал на шахте в тресте «Макеевуголь». В 1948 году вернулся на родину, устроился механизатором колхоза имени М. И. Калинина. В 1951 году окончил Ананьевскую школу механизации сельского хозяйства. С 1951 года трудился комбайнёром колхоза «Родина» (позднее имени Ю. А. Гагарина).
Указом Президиума Верховного Совета СССР от 23 июня 1966 года «за успехи, достигнутые в увеличении производства и заготовок пшеницы, ржи, гречихи, проса, риса, кукурузы и других зерновых и кормовых культур», удостоен звания Героя Социалистического Труда с вручением ордена Ленина и Золотой медали «Серп и молот».
До 1987 года работал комбайнёром в том же колхозе, после чего до 1995 года трудился на различных должностях, с 1995 по 2000 год — в маслоцехе коллективного сельскохозяйственного предприятия имени Ю. А. Гагарина.
Умер 7 ноября 2009 года.
Награждён орденами Ленина (23.06.1966, № 383815), Октябрьской Революции (8.12.1973, № 63643), медалями, в том числе медалью «За трудовую доблесть» (8.04.1971), знаками «Победитель социалистического соревнования», «Ударник IX пятилетки», Почётной грамотой Президиума ВЦСПС (21.10.81).